# BlazBlue: Calamity Trigger
BlazBlue: Calamity Trigger és un videojoc de lluita en 2D creat per Arc System Works (creadors de la sèrie de Guilty Gear), llançat per a màquines Arcade en la novembre del 2008 en el Japó, i Amèrica del Nord. El joc corre en la placa Arcade Taito Type X2, en pantalla panoràmica de 16:9 amb una resolució nativa de 768p.
Va ser llançat per les consoles: PlayStation 3 i Xbox 360 al Japó, el 25 de juny del 2009. Una translació per a PC fou llençada en agost del 2010. L'eixida de les versions de PlayStation 3 i XBox 360 per a Europa fou en abril del 2010, en aquesta ocasió sense el subtítol de Calamity Trigger. Una translació per a la PlayStation Portable dita: BlazBlue Portable (ブレイブルー ポータブル, Bureiburū Pōtaburu), va ser anunciada pel seu llançament en febrer del 2010 al Japó. També va ser anunciada una seqüela dita: BlazBlue: Continuum Shift (ブレイブルー コンティニュアム シフト, Bureiburū: Kontinyuamu Shifuto) amb els seues respectius llançaments per a Arcade, PlayStation 3, i Xbox 360.